# Fiat Nuova Campagnola
La Fiat Nuova Campagnola AR76 fut dévoilée au Salon de Belgrade (ex Yougoslavie) en 1974 et fut construite jusqu'en 1987.
Véhicule 4 × 4 permanent, la Campagnola de la 2e génération fut développée sur un châssis entièrement nouveau, doté d'une suspension à quatre roues indépendantes retenues par des arbres de torsion sur chaque roue, nouveauté importante pour ce genre de véhicule. Version civile à l'origine, elle pouvait transporter sept personnes et était livrable en plusieurs configurations.
La Fiat Campagnola était construite dans les ateliers de Pininfarina à Grugliasco, à côté de Turin. Elle était équipée du moteur essence de la Fiat 132 de 1 995 cm3 après une adaptation à cet usage, la puissance fut ramenée de 120 à 75 ch DIN.
La version militaire apparut en 1976, d'où son appellation AR76A. Elle équipa les forces armées italiennes et fut choisie par Renault pour participer à l'appel d'offres lancé par le Ministère Français des Armées pour la fourniture du véhicule qui devait remplacer les anciennes Jeep Willys ; l'appel fut remporté par le Peugeot P4, clone du Mercedes G.
En 1979, apparut la version Diesel, avec l'utilisation du fameux moteur qui équipait déjà bon nombre de voitures Fiat, les Fiat 131 et Fiat 132 et les voitures d'autres constructeurs comme les Renault 25, Renault Master et Citroën C25.
Fiat n'a jamais remplacé ce véhicule. Il est assez rare de le trouver sur le marché de l'occasion[réf. nécessaire].